# Whatcha Say
Whatcha Say är en låt framförd av den amerikanska artisten Jason Derulo. Det är den första singeln som släpptes från hans självbetitlade debutalbum Jason Derulo. Den producerades av JR Rotem med hjälp av Fuego. Låtens refräng är en bit av Imogen Heaps låt "Hide and Seek".

## Topplistor
Whatcha Say debuterade på Billboard Hot 100 som nummer 54 den 29 augusti 2009, men nådde inom någon vecka förstaplatsen. Låten låg även etta på den nyzeeländska singellistan.
| Topplista                 | Topp- placering |
| ------------------------- | --------------- |
| Australian Singles Chart  | 7               |
| Canadian Hot 100          | 3               |
| New Zealand Singles Chart | 1               |
| U.S. Billboard Hot 100    | 1               |
| Swedish Singles Chart     | 4               |
| Danish Singles Chart      | 7               |
| Norwegian Singles Chart   | 7               |

## Whatcha Say EP
Whatcha Say EP:n släpptes den 23 oktober 2009. Den innehåller fem spår bestående av originallåten, tre remixer och en akustisk version.
- Whatcha Say EP

1. Whatcha Say (Main Version)
2. Whatcha Say (Acoustic Version)
3. Whatcha Say" (Klubjumpers Remix Radio)
4. Whatcha Say" (Johnny Vicious Remix)
5. Whatcha Say" (Wawa Remix Radio)